# Sicyonia penicillata
Sicyonia penicillata är en kräftdjursart som beskrevs av William Neale Lockington 1879. Sicyonia penicillata ingår i släktet Sicyonia och familjen Sicyoniidae. Inga underarter finns listade i Catalogue of Life.

## Bildgalleri

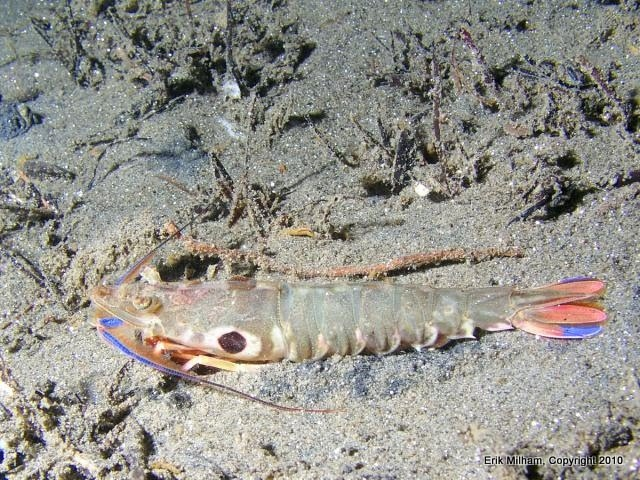